# Julio Ramos (taekwondo, 1968)
Julio Ramos (23 de enero de 1968) es un deportista argentino que compitió en taekwondo. Ganó una medalla de plata en el Campeonato Panamericano de Taekwondo de 1988 en la categoría de –50 kg.

## Palmarés internacional
| Campeonato Panamericano | Campeonato Panamericano | Campeonato Panamericano | Campeonato Panamericano |
| Año                     | Lugar                   | Medalla                 | Categoría               |
| ----------------------- | ----------------------- | ----------------------- | ----------------------- |
| 1988                    | Lima (Perú)             | Medalla de plata        | –50 kg                  |